# Доминик Собослаи
Доминик Собослаи (мађ. Szoboszlai Dominik; Секешфехервар, 25. октобар 2000) је мађарски професионални фудбалер који игра на позицији везног фудбалера за премијерлигашки клуб Ливерпул и капитен је репрезентације Мађарске. Свестран играч, у стању је да игра као везни, дефазивни везни или офанзивни везни.
Пролазећи кроз клупски омладински систем, Собослаи је дебитовао за сениоре 2017. године са аустријским клубом „ФК Лиферинг”, резервним тимом Ред Бул Салцбурга. У јануару 2018, Собослаи је дебитовао у матичном клубу, поставши стартер од сезоне 2018/19. Након три сезоне, у којима је помогао свом клубу да освоји три титуле првака и два домаћа купа, у јануару 2021, Собослаи се преселио у Немачку у РБ Лајпциг, клуб такође повезан са „Ред Бул Салцбургом”, за 20 милиона евра, што га је учинило најскуољим мађарским фудбалером свих времена. У своје три сезоне у клубу помогао је својој екипи да освоји две титуле у ДФБ-Покал. У јулу 2023. придружио се ”ФК Ливерпулу” након што су му платили ослобађајућу клаузулу од 70 милиона евра, што га чини четвртим најскупљим потписом клуба свих времена.
Собослаи је представљао Мађарску на међународном нивоу, и на омладинском и на сениорском нивоу. Дебитовао је за сениоре у квалификацијама за Еуро 2020, помажући својој земљи да се пласира на финало такмичење тако што је постигао гол у последњем минуту у плеј-офу против Исланда.

## Клупска каријера

### ФК Лиферинг
Собослаи је свој професионални деби имао у сезони 2017/18, играјући за ФК Лиферинг у другој аустријској лиги против Капфенберга 21. јула 2017.  Постигао је свој први професионални гол против ФК Блау-Вајс Линца 4. августа 2017. године.

### Ред Бул Салцбург
Током сезоне 2017/18, дебитовао је против Аустрије Беч 27. маја 2018. године. Ушао је у игру у 57. минуту као замена за Енока Мвепуа. Постигао је свој први гол за клуб у победи 6 : 0 у Купу Аустрије против ФК Егло Шварца. Свој први лигашки гол је постигао против Вакер Инсбрука, 17. марта 2019. године.Дан 17. септембра 2019. дебитовао је у Лиги шампиона и постигао свој први гол у овом такмичењу против Генка у победи од 6 : 2.
Постигао је хет-трик пошто је Салцбург победио Штурм из Граца са 5 : 1, дана 10. јуна 2020. године. Завршио је сезону са 9 голова и 14 асистенција у 27 лигашких мечева, и изабран је за играча сезоне за сезону 2019/20. у највишем рангу аустријског фудбала, Бундеслиги.

### РБ Лајпциг
РБ Лајпциг је 17. децембра 2020. године објавио потписивање уговора са Собослаијем на четири и по године, до јуна 2025. године. Собослаи је стекао право да игра у јануару 2021. године. Са пријављеном ценом од 20 милиона евра, Собослаи је постао најскупљи мађарски играч у историји. Међутим, због повреде Собослаи није могао да наступи ни у једној утакмици за РБ Лајпциг у сезони 2020/21.

#### Сезона 2021/22.
У сезони 2021/22. Бундеслиге одиграо је 31. утакмицу и постигао 6. голова.
Дебитовао је 7. августа 2021. у утакмици Купа Немачке против СВ Сандхаузена где је ушао на терен у 78. минуту и постигао гол три минута касније. Дана 20. августа постигао је своја прва два гола у Бундеслиги у победи над ВфБ Штутгартом где су победили са укупним резултатом од 4 : 0. Дана 17. априла 2022. постигао је једини гол на утакмици између Бајера 04 Леверкузена и Лајпцига у 30. недељи утакмица у сезони Бундеслиге 2021/22.

#### Сезона 2022/23.
У сезони 2022/23. Бундеслиге имао је такође 31 наступ и постигао исто 6 голова. Свој први гол у сезони постигао је у победи Лајпцига од 3 : 0 против Борусије Дортмунд 10. септембра 2022. године. У 18. колу Бундеслиге, дана 27. јануара 2023. године, постигао је оба гола против ВфБ Штутгарта у Ред Бул арени. Коначан резултат био је 2 : 1 за Лајпциг. Дана 20. маја у 33. колу првенства, постигао је трећи гол у ненаданој победи од 3 : 1 против Бајерн Минхена на Алијанц арени Дана 3. јуна постигао је други гол у победи од 2 : 0 против Ајнтрахта из Франкфурта у финалу ДФБ-Покала на Олимпијастадиону у Берлину.

### Ливерпул
Дана 2. јула 2023. године, Ливерпул је потписао петогодишњи уговор са Собослаијем након што је активирао његову клаузулу о ослобађању која је наводно вредела 60 милиона фунти. Он је трећи мађарски играч који је играо за овај клуб, после Иштвана Козме и Адама Богдана. Остали мађарски играчи који су имали шансу да играју за Ливерпул а нису је искористили, као што је на пример његов бивши саиграч из Лајпцига Петер Гулачи, који није успео да се појави у такмичарском сениорском мечу за Ливерпул, иако је потписао за клуб и био члан Ливерпула од 2008. па до 2013. године. Дана 19. јула 2023. Собослаи је дебитовао за Ливерпул у победи од 4 : 2 у предсезони против Карлсруеа. Касније је себе описао да се „стварно радује што ће имати све више утакмица у дресу Ливерпула“.
Дана 7. августа 2023, Собослаи је имао своју прву асистенцију за Ливерпул, изводећи корнер који је пао директно на ноге португалском интернационалцу, свом саиграчу Луису Дијазу, у предсезонској победи против Дармштата 98.  Собослаи је 13. августа дебитовао у Премијер лиги у првој утакмици Ливерпула у сезони 2023/24, када је његова екипа ремизирала са Челсијем са резултатом од 1 : 1. Дана 19. августа, Собослаи је дебитовао на Енфилду, у победи од 3 : 1 против Борнмута. Био је нашироко хваљен за свој наступ, пошто су навијачи Ливерпула гласали да му додели награду за најбољег играча утакмице. Собослаи је касније изјавио да су његови саиграчи имали „толико квалитета“ и да су се они и он „тако добро разумели“.

## Репрезентативна каријера
Собослаи је био капитен У17 репрезентације Мађарске током Европског првенства до 17 година у Хрватској 2017. године, постигао је два гола и његов тим је завршио на 6. месту на овом турниру. Такође је био капитен У19 репрезентације Мађарске током УЕФА Европског првенства до 19 година 2019. За У-21 тим је дебитовао против Немачке У21 1. септембра 2017.
Свој први позив да игра у сениорском тиму Мађарске Собослаи је добио за пријатељску утакмицу против Русије у квалификацијама за Светско првенство 2018. против репрезентације Андоре у јуну 2017. године, међутим на тим утакмицама није играо. За сениорски тим је дебитовао 21. марта 2019. у квалификационој утакмици за Европско првенство 2020. против репрезентације Словачке као замена, у 54. минуту, за Ласла Клајнхајслера. Свој први гол за репрезентацију Мађарске постигао је против истог противника, Словачке, у узвратној утакмици исте серије, УЕФА Еура 2020, из слободног ударца.
Постигао је још један гол из слободог ударца у УЕФА Лиги нација Б 2020/21. на утакмици против репрезентације Турске, где је Мађарска победила са 1 : 0 у гостима против у турском граду Сивасу.
У утакмици плеј-офа квалификација за Европско првенство 2020. против репрезентације Исланда, постигао је победнички гол у последњем минуту и одвео Мађарску репрезентацију на Европско првенство 2020. Упркос томе што је првобитно био у саставу репрезентације за Европско првенсво, Собослаи је одустао због повреде, 1. јуна 2021. године. Дана 4. јуна 2022, Собослаи је постигао гол из пенала у победи над репрезентацијом Енглеске резултатом са 1 : 0 у УЕФА Лиги нација А 2022/23, што је била прва победа Мађарске репрезентације против репрезентације Енглеске од 31. маја 1962. током Светског првенства у фудбалу 1962. године.
После оставке Адама Салајија и дугогодишње повреде Петера Гулачија, саиграчи репрезентације и Марко Роси именовали су Собослаија за новог капитена националног тима.  Одмах после пријатељске утакмице против репрезентације Луксембурга, Роси је у интервјуу за М4 рекао да би Собослаи ускоро могао да постане врхунски играч, због чега је и изабран за капитена.
27. марта 2023. постигао је свој први капитен гол против репрезентације Бугарске у победи Мађарске резултатом 3 : 0 у квалификацијама за Европско првенство 2024. у Пушкаш арени.

## Статистика

### Клуб
Ажурирано утакмице игране до 19. августа 2023.
| Клуб             | Сезона   | Лига                  | Лига | Лига | Национални куп | Национални куп | Лига куп | Лига куп | Европа | Европа | Остало | Остало | Укупно | Укупно |
| Клуб             | Сезона   | Лига                  | Ута  | Гол  | Ута            | Гол            | Ута      | Гол      | Ута    | Гол    | Ута    | Гол    | Ута    | Гол    |
| ---------------- | -------- | --------------------- | ---- | ---- | -------------- | -------------- | -------- | -------- | ------ | ------ | ------ | ------ | ------ | ------ |
| ФК Лиферинг      | 2017/18. | Друга лига            | 33   | 10   | —              | —              | —        | —        | —      | —      | —      | —      | 33     | 10     |
| ФК Лиферинг      | 2018/19. | Друга лига            | 9    | 6    | —              | —              | —        | —        | —      | —      | —      | —      | 9      | 6      |
| ФК Лиферинг      | Укупно   | Укупно                | 42   | 16   | —              | —              | —        | —        | —      | —      | —      | —      | 42     | 16     |
| Ред бул Салцбург | 2017/18. | Аустријска Бундеслига | 1    | 0    | 0              | 0              | —        | —        | —      | —      | —      | —      | 1      | 0      |
| Ред бул Салцбург | 2018/19. | Аустријска Бундеслига | 16   | 3    | 3              | 2              | —        | —        | 1      | 0      | —      | —      | 20     | 5      |
| Ред бул Салцбург | 2019/20. | Аустријска Бундеслига | 27   | 9    | 6              | 2              | —        | —        | 7      | 1      | —      | —      | 40     | 12     |
| Ред бул Салцбург | 2020/21. | Аустријска Бундеслига | 12   | 4    | 2              | 1              | —        | —        | 8      | 4      | —      | —      | 22     | 9      |
| Ред бул Салцбург | Укупно   | Укупно                | 56   | 16   | 11             | 5              | —        | —        | 16     | 5      | —      | —      | 83     | 26     |
| ФК РБ Лајпциг    | 2020/21. | Бундеслига            | 0    | 0    | 0              | 0              | —        | —        | 0      | 0      | —      | —      | 0      | 0      |
| ФК РБ Лајпциг    | 2021/22. | Бундеслига            | 31   | 6    | 5              | 2              | —        | —        | 9      | 2      | —      | —      | 45     | 10     |
| ФК РБ Лајпциг    | 2022/23. | Бундеслига            | 31   | 6    | 6              | 3              | —        | —        | 8      | 1      | 1      | 0      | 46     | 10     |
| ФК РБ Лајпциг    | Укупно   | Укупно                | 62   | 12   | 11             | 5              | —        | —        | 17     | 3      | 1      | 0      | 91     | 20     |
| Ливерпул         | 2023/24. | Премијер лига         | 2    | 0    | 0              | 0              | 0        | 0        | 0      | 0      | —      | —      | 2      | 0      |
| Укупно           | Укупно   | Укупно                | 162  | 44   | 22             | 10             | 0        | 0        | 33     | 8      | 1      | 0      | 218    | 62     |

1. ↑  укључујући куп Аустрије и Куп Немачке
2. ↑  Учешћа у УЕФА Лига Европе
3. ↑  Пет утакмица и један гол УЕФА Лига шампиона, две утакмице УЕФА Лига Европе
4. 1 2  Утакмице у УЕФА Лига шампиона
5. ↑  Четири утакмице и два гола у УЕФА Лига шампиона, пет утакмица у УЕФА Лига Европе
6. ↑  Играње у Суперкупу Немачке

### Репрезентација
Ажурирано утакмице игране до 19. новембар 2023.
| Репрезентација | Година | Ута | Гол |
| -------------- | ------ | --- | --- |
| Мађарска       | 2019   | 8   | 1   |
| Мађарска       | 2020   | 4   | 2   |
| Мађарска       | 2021   | 6   | 2   |
| Мађарска       | 2022   | 10  | 1   |
| Мађарска       | 2023   | 10  | 4   |
| Укупно         | Укупно | 38  | 10  |

Ажурирано утакмице игране до 19. новембра 2023.
Скор наводи крајњи резултат утакмице, колона са резултатом показује резултат након сваког Собослаијевог гола.
| Бр. | Датум              | Стадион                                     | Противник  | Скор  | Резултат | Такмичење                         |
| --- | ------------------ | ------------------------------------------- | ---------- | ----- | -------- | --------------------------------- |
| 1   | 9. септембар 2019. | Групама арена, Будимпешта                   | Словачка   | 1 : 1 | 1 : 2    | УЕФА кв. ЕУРО 2020.               |
| 2   | 3. септембар 2020. | Нови Ејлил, Сивас                           | Турска     | 1 : 0 | 1 : 0    | УЕФА Лига нација 2020/21. група Б |
| 3   | 12. новембар 2020. | Пушкаш арена, Будимпешта                    | Исланд     | 2 : 1 | 2 : 1    | УЕФА кв. ЕУРО 2020. плеј− оф      |
| 4   | 12. новембар 2021. | Пушкаш арена                                | Сан Марино | 1 : 0 | 4 : 0    | Кв. за СП у фудбалу 2022.         |
| 5   | 12. новембар 2021. | Пушкаш арена                                | Сан Марино | 3 : 0 | 4 : 0    | Кв. за СП у фудбалу 2022.         |
| 6   | 4. јун 2022.       | Пушкаш арена                                | Енглеска   | 1 : 0 | 1 : 0    | Лига нација 2022/23. група А      |
| 7   | 27. март 2023.     | Пушкаш арена                                | Бугарска   | 2 : 0 | 3 : 0    | УЕФА кв. ЕУРО 2024. група Г       |
| 8   | 17. октобар 2023.  | Стадион Дариус и Гиренас, Каунас, Литванија | Литванија  | 1 : 2 | 2 : 2    | УЕФА кв. ЕУРО 2024. група Г       |
| 9   | 19. новембар 2023. | Пушкаш арена                                | Црна Гора  | 1 : 1 | 3 : 1    | УЕФА кв. ЕУРО 2024. група Г       |
| 10  | 19. новембар 2023. | Пушкаш арена                                | Црна Гора  | 2 : 1 | 3 : 1    | УЕФА кв. ЕУРО 2024. група Г       |

|}